# Il segno della libellula - Dragonfly
Il segno della libellula - Dragonfly (Dragonfly) è un film del 2002 diretto da Tom Shadyac con protagonista Kevin Costner.

## Trama
Emily Darrow, una coraggiosa oncologa pediatrica, muore in un incidente sull'autobus in cui viaggiava in Venezuela per portare la sua assistenza specializzata ai bambini delle popolazioni più povere. Il suo corpo non viene ritrovato. Il marito Joe, medico di pronto soccorso a Chicago, era contrario alla sua partenza anche per via della gravidanza in corso. Cerca di convivere con il dolore, anche con l'aiuto di un'amica e vicina di casa, l'avvocato Miriam Belmont. Tuttavia, alcuni dei bimbi pazienti in oncologia pediatrica della moglie, dei quali lui le aveva promesso di prendersi cura durante la sua assenza, gli raccontano di esperienze premorte in cui Emily gli parla proprio di lui, e riempiono le loro stanze d'ospedale di disegni raffiguranti una specie di croce ondulata; l'uomo ne discute allora con Suor Madeline, che si è occupata di ciò anni prima, salvo poi essere allontanata dall'ospedale con l'accusa di spaventare i bambini alimentando falsi eventi. La suora gli consiglia di affrontare la situazione con fede. Anche a casa cominciano a manifestarsi eventi inspiegabili e, infatti, a ogni nuovo segnale, Joe si convince sempre più che Emily stia cercando di contattarlo per comunicargli qualcosa di estremamente importante, seppur non venga creduto né dai colleghi, né da Miriam.
Joe si convince definitivamente quando, consultando una cartina per un weekend di rafting che stava organizzando con gli amici per provare a distrarsi, nota gli stessi simboli disegnati dai bambini, scoprendo che indicano delle cascate. Guardando le ultime foto inviategli dalla moglie, che la ritraevano vicina a una cascata, parte senza indugi alla ricerca del villaggio vicino, nel quale avvenne l'incidente in cui sua moglie perse la vita. Una volta giunto sul posto, anche grazie all'aiuto della guida locale, la scoperta finale sarà assolutamente sconvolgente: la moglie era stata trovata morta dagli abitanti del villaggio in cui Emily aveva prestato aiuto e, grazie a loro, la bambina che portava in grembo seppur nata prematura è viva e mantenuta in una delle loro capanne, in quanto, come dice la capovillaggio, "non abbiamo salvato il suo corpo, ma la sua anima".
Joe può finalmente tornare a casa con sua figlia.